# Хир Ранджа

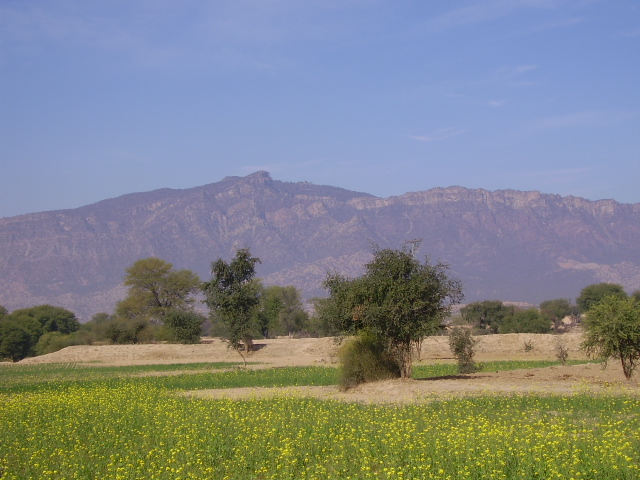
Тилла Джоджиан, Пакистан, откуда происходил Ранджа

Хир Ранджа (в.-пандж. ਹੀਰ ਰਾਂਝਾ, з.-пандж. ہیر رانجھا, hīr rāñjhā) — одно из нескольких трагических произведений Пенджаба, наравне с Мирза Сахиба и Сохни Махивал. Существует несколько поэтических изложений этой истории. Наиболее известное — «Хир» Вариса Шаха — создано предположительно в 1766 году. Повествует о любви Хир и её любимого Ранджи.

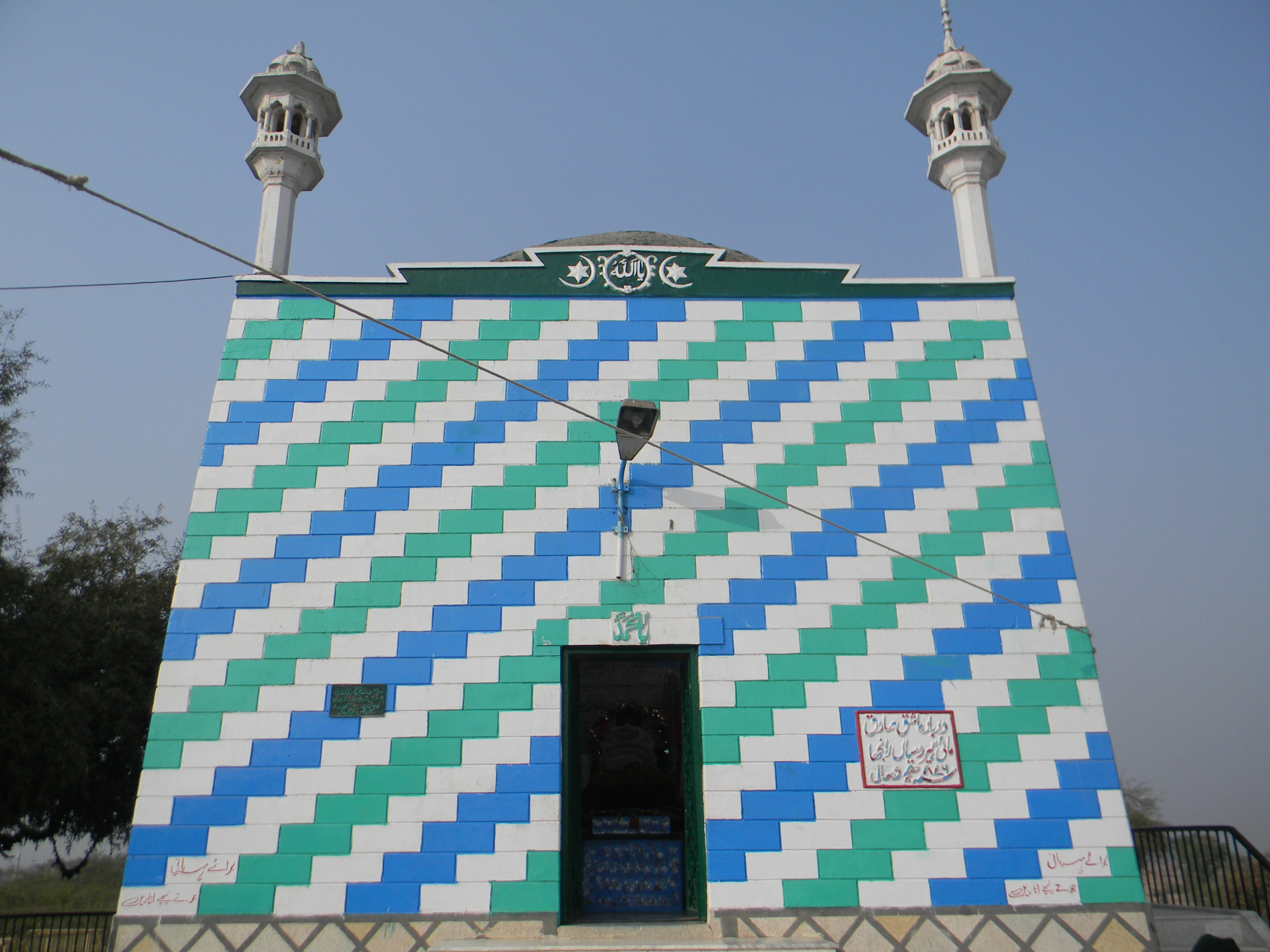
Могила Хир и Ранджи в Джанге

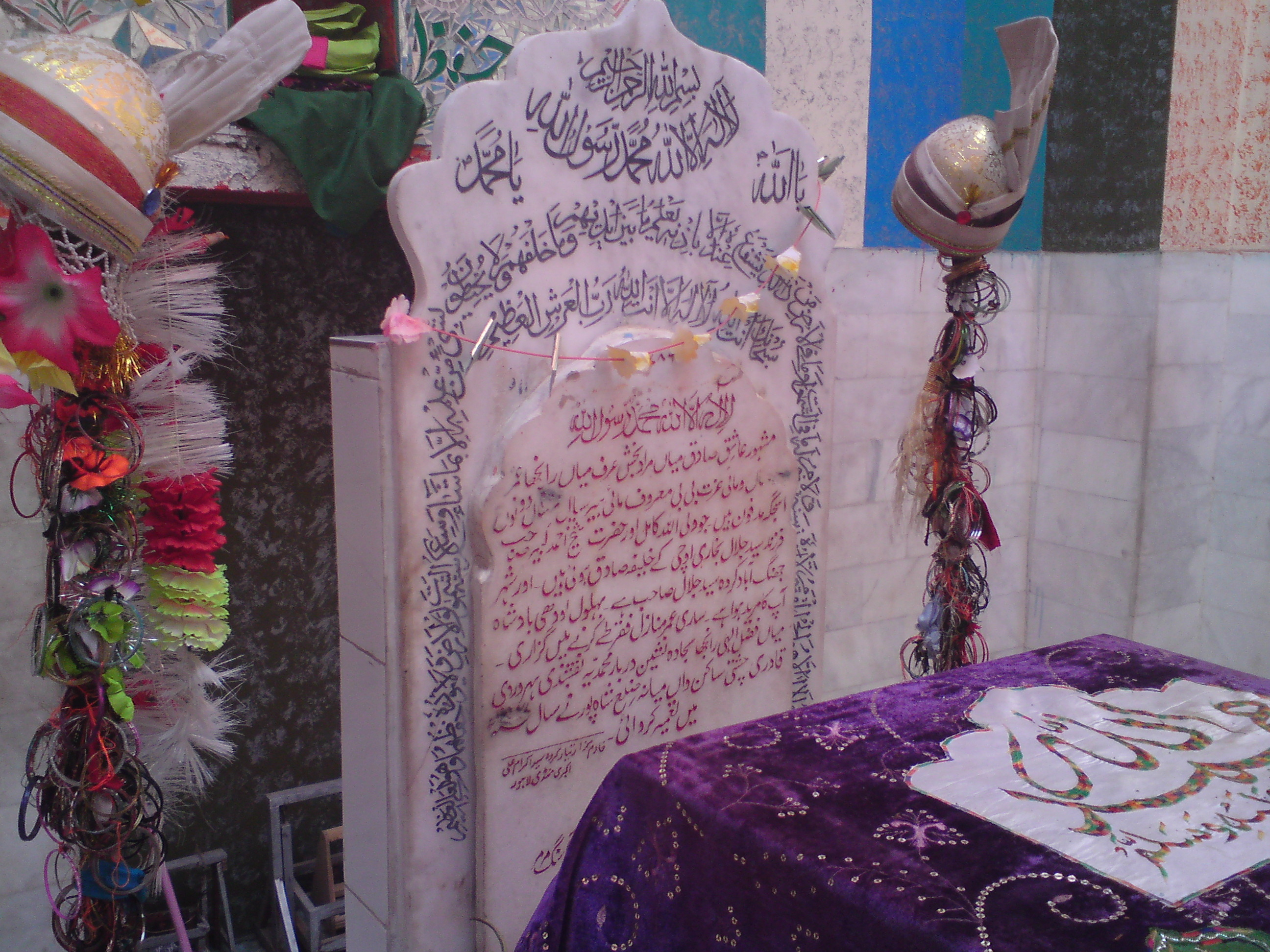
Надгробный камень Хир и Ранджи

## Отрывок из поэмы
Обращение в начале одной из версий
(Легенды Пенджаба RC храма, Рупа и компании, том второй, стр. 606) отрывок Хир Ранджа:
Перевод
Первое имя Аллаха и второе Великого Мухаммеда, пророка его.

В-третьих, возьмите фамилию отца и матери, чье молоко в моём теле.

В-четвертых, возьмите имя хлеба и воды, употребление которых сердце радовало.

В-пятых, возьмите имя матери-Земли, по которой ступают мои ноги.

В-шестых, возьмите имя Хваджа (Хизр, Святой), который дает мне холодную воду пить.

В-седьмых, возьми имя Гуру Горах Нат, кто поклоняется блюдцу молока и риса.

В-восьмых, имя Лаланвала, кто разрывает узы и цепи пленников.

## Краткое содержание

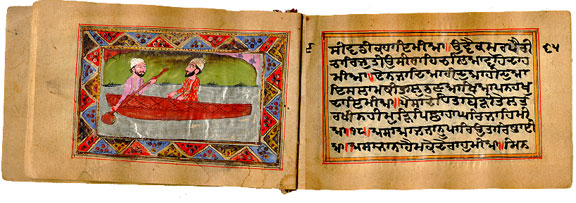
Луддан переправляет Ранджу через Чинаб

Хир родилась в богатой семье джатов племени Сиал в городе Джанг, (ныне — территория Пенджаба, Пакистан). Ранджа (чье имя Дидо, а Ранджа — фамилия), также джат из племени Ранджа, жил в деревне Такхт Хазара (ныне на территории Пакистана), на берегу реки Чинаб и был младшим из четырёх братьев. Он был любимым сыном отца и, в отличие от своих братьев, которым приходилось трудиться, вёл беззаботную жизнь, играя на традиционной флейте (Бансури). После ссоры с братьями из-за земли Ранджа ушёл из дома. В версии эпоса Вариса Шаха, Ранджа покинул свой дом, потому что его братья с женами отказались дать ему пищу. Он отправляется в деревню Хир и влюбляется в девушку. Отец Хир предлагает ему работу — выгул скота. Очарованная тем, как Ранджа играет на флейте, Хир тоже влюбляется в него. Они много лет встречаются тайно, пока их не ловят родители Хир, Чучак и Малки, а также дядя Кайдо. Родители и местный священник (мулави) вынуждают Хир выйти замуж за Саида Кхера.
Ранджа убит горем. Он бродит по окрестностям в одиночку, когда встречает йогов (аскетов). После встречи с Горах Ната, основателем «Канфата» (пирсинг уха) из секты йогов на Тилла Джоджиан (в холме аскетов, расположенном в 50 милях к северу от исторического города Бхере, район Саргодха, Пенджаб), Ранджа становится йогом, прокалывает уши и отрекается от материального мира. Повторяя имя Господа (Рабб), он бродит по Пенджабу и приходит в деревню, где теперь живет Хир.
Возвращаясь вдвоем в деревню, где живут родители Хир, они получают их согласие на брак. Однако, в день свадьбы, Кайдо отравляет еду Хир, чтобы свадьба не состоялась. Узнав это, Ранджа бросается на помощь Хир, но слишком поздно, поскольку она уже съела яд и умерла. Убитый горем, Ранджа ест оставшиеся отравленные сладости ладду, которые съела Хир, и умирает рядом с ней.
Хир и Ранджа похоронены в родном городе Хир, Джанге. Влюбленные часто посещают их мавзолей.

## Версия Вариса Шаха
Считается, что история Хир и Ранджи имела счастливый конец, но Варис Шах (1722-1798) изменил его на трагический, описанный выше, тем самым придав эпосу статус легенды. В начале своей версии Варис Шах утверждал, что история Хир и Ранджи имеет глубокий подтекст: говорит о неустанном стремлении человека к Богу.
Варис Шах писал стихи, вдохновленные фольклором, спустя  примерно двести лет после описанных событий, происходивших недалеко от города Джанг в Пенджабе во времена династии Лоди (1451—1526), очевидно, ещё до того как Моголы пришли в Индию. Некоторые историки считают, что Варис Шах написал поэму в 1766 году. Предполагают, что его лирика, наполненная глубокими переживаниями вдохновлена любовью к женщине по имени Bhaag Bhari.

## Экранизации
По мотивам поэмы было снято несколько художественных фильмов в период между 1928 и 2013 годами.
| Год  | Название      | В роли Хир    | В роли Ранджи         | Продюсер и режиссёр | Автор текстов песен и композитор |
| ---- | ------------- | ------------- | --------------------- | ------------------- | -------------------------------- |
| 1928 | Хир Ранджа    | Зубейда       |                       | Фатима Бегум        |                                  |
| 1932 | Хир Ранджа    | Рафик Гхазави | Анвари Бай            | Абдул Рашид Кардар  | Рафик Гхазнави                   |
| 1948 | Хир Ранджа    | Мумтаз Шанти  | Гулам Мухаммед,       | Вали Сахиб          | Азиз Хан                         |
| 1955 | Хир           | Сваран Лата   | Инайят Хуссейн Бхатти | Назир Ахмед Кхан    | Хазин Кадри, Сафдар Хуссейн      |
| 1962 | Хир Сиал      | Бахар Бегум   | Судхир                |                     |                                  |
| 1965 | Хир Сиал      | Фирдаус       | Акмаль Хан            | Джафар Бухари       | Танвир Накви, Бахши Вазир        |
| 1970 | Хир Ранджа    | Фирдаус       | Эджаз Дуррани         | Масуд Первез        | Ахмад Рахи, Хуршид Анвар         |
| 1970 | Хир Раанджа   | Прия Раджванш | Радж Кумар            | Четан Ананд         | Каифи Азми, Мадан Мохан          |
| 1992 | Хир Ранджа    | Шридеви       | Анил Капур            | Хармеш Малхотра     | Ананд Бакши, Лаксмикант-Пьярелал |
| 2009 | Разочарование | Ниру Баджва   | Харбаджан Манн        | Харджит Сингх       | Бабу Синх Манн, Гурмит Сингх     |